# Gaspare Guercio
Gaspare Guercio (* 1611 in Palermo; † 1679 ebenda) war ein italienischer Architekt und Bildhauer des Barock auf Sizilien.
Gaspare ist Mitglied einer Bildhauerfamilie in Palermo, sein Vater war vermutlich Vincenzo Guercio, der zwischen 1579 und 1635 in Palermo dokumentiert ist. Neben dem Bildhauer und Architekten Carlo D’Aprile war der wichtigste Mitarbeiter sein Neffe Gaspare Serpotta (1634–1640), der Vater von Giacomo und Giuseppe Serpotta, deren Taufpate Guercio am 9. März 1653 und 1656 wurde. Seine Arbeit als Bildhauer sah Guercio gleichberechtigt mit der des Architekten, spätestens 1647 ernannte ihn der Senat von Palermo zum Stadtbaumeister.
Seine erste dokumentierte Arbeit als Bildhauer ist die Madonna di Libera Inferni von 1635 für die Chiesa della Concezione. Ab 1655 schuf er für den Vorplatz der Kathedrale von Palermo die drei Marmorstatuen der Heiligen Ninfa, Rosalia und Oliva und modellierte 1662 in Zusammenarbeit mit Carlo D’Aprile die in Bronze gegossene Skulptur von König Philipp IV. für die Piazza Reale in Palermo (1848 zerstört).
1669 wurde er vom palermiatischen Senat mit dem Wiederaufbau der Porta Nuova betraut, die durch eine Explosion zwei Jahre zuvor zerstört wurde. Guercia fügte als neue Bauelemente die Loggia und das pyramidenförmige Dach hinzu. Einer seiner wichtigsten Aufträge in Palermo war die Neugestaltung der Fassade von San Matteo zwischen 1647 und 1664 (gemeinsam mit Carlo D’Aprile).

## Werke (Auswahl)
- Chiesa di San Matteo (Palermo): Fassadengestaltung mit Skulpturen „Immacolata,“ über dem Hauptportal sowie die Heiligen Matthias und Matthäus (1647–64) mit Carlo D’Aprile
- Chiesa Sant’Ignazio all’Olivella (Palermo): Marmorbalustrade und Steinmosaike für die Cappella S. Giovanni
- Kathedrale: Auf dem Vorplatz: Santa Rosalia, Santa Ninfa (1655) und Santa Oliva (1656)
- Porta Felice (Palermo) Skulpturen der Heiligen Ninfa und Cristina (1655/56), nach Entwürfen von Pietro Novelli (Zuschreibung)
- Teatro marmoreo piazza Vittoria (Palermo): Figurenschmuck, gemeinsam mit Gaspare und Luigi Serpotta sowie Luigi Geraco
- Fontana della Ninfa (Palermo): Marmorstatue
- Museo Diocesano di Palermo: Sockel für die Statue der Heiligen Rosalia von Bartolomeo
- Chiesa Gancia (Palermo): Tiefgreifende Barockisierung der Kirche (1673)
- Pfarrkirche San Giorgio (Caccamo): An Westfassade das Relief „Heiliger Georg“ (1660)
- Basilika di Santa Maria (Randazzo): Hauptaltar (1663)
- Convento di Santa Maria delle Grazie (Burgio): Anna selbdritt (Zuschreibung)